# Louis Royer (sculpteur)
Pour les articles homonymes, voir Louis Royer et Royer.
Louis Royer est un sculpteur néerlandais, né le 1er août 1793 à Malines et mort le 5 juin 1868 à Amsterdam.

## Biographie

### Études
Louis Boyer est le fils de Johannes Royer, géomètre de 1re classe, et de Barbara Lemaître son épouse.
À la fin du XVIIIe et au début du XIXe siècle, Malines était un centre artistique important, où l’Académie des beaux-arts, sous la direction de Jean-François Van Geel (1756-1830), assurait un enseignement artistique de haut niveau, réputé dans toute l’Europe.
Louis Royer étudia à cette Académie pendant huit ans, de 1810 à 1818, puis y enseigna comme « professeur surnuméraire » en 1818 et 1819. Tant comme élève que comme professeur, il y acquit une réputation prometteuse. Le 13 août 1816, l’Association des beaux-arts d’Anvers lui décerna sa médaille d’or de sculpture pour une terre cuite Hébé versant le nectar et lui passa commande à cette occasion d’une allégorie pour le mariage du prince d’Orange (futur Guillaume II) et de la princesse Anna Pavlovna de Russie. Royer exécuta un bas relief en terre cuite représentant le couple se tenant par la main, sous l’approbation de Jupiter, Minerve, Neptune et Mercure, avec la devise « Tout est consommé ».
En 1819, il partit pour Paris travailler sous la direction de son concitoyen Jean-Baptiste Joseph Debay (1779-1863), artiste plus original et plus universel que van Geel.

### Prix de Rome

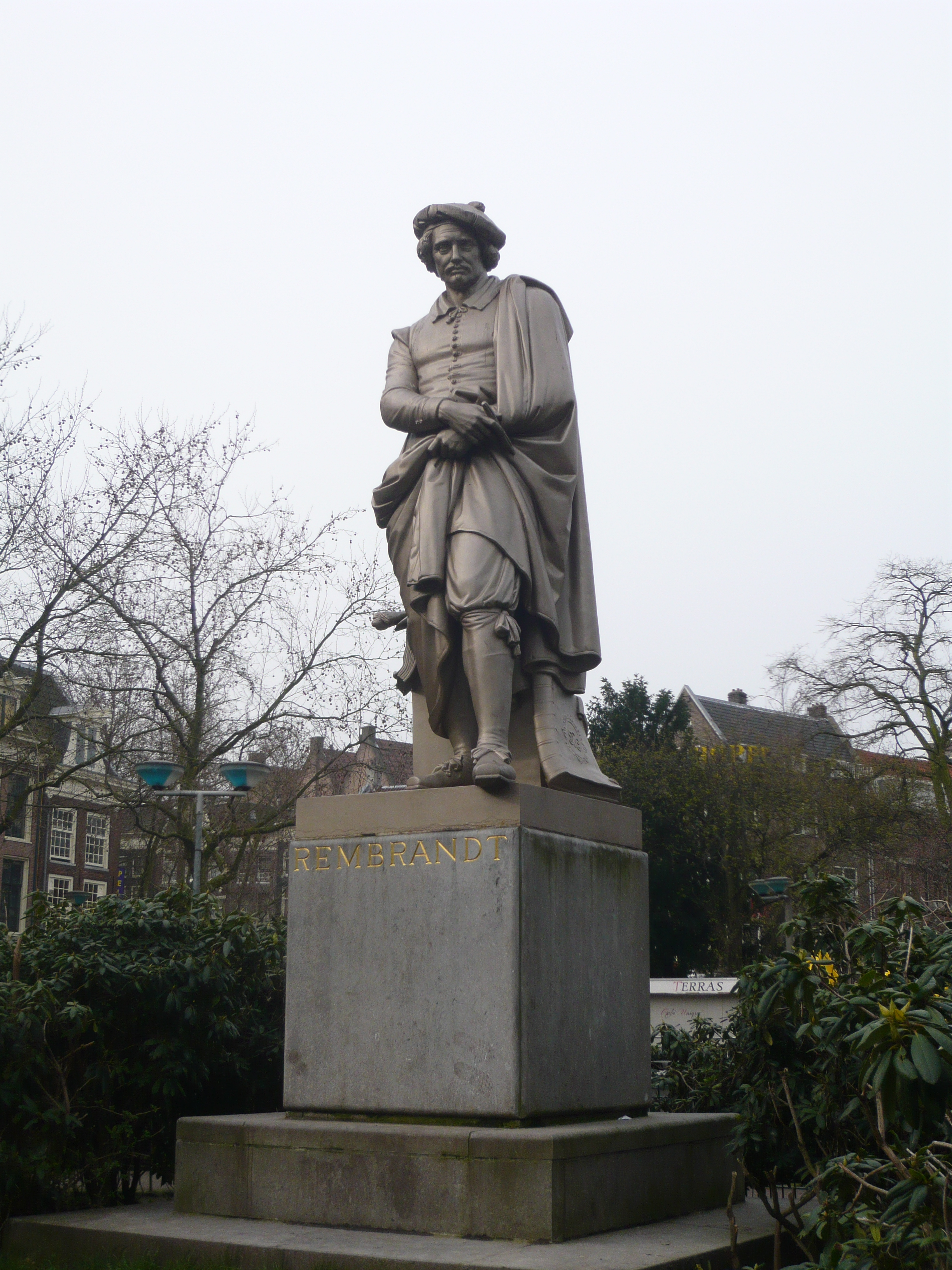
Statue de Rembrandt à Amsterdam.

Vers la fin de 1820, il s’établit à Amsterdam pour concourir au prix de Rome que l’Académie des beaux-arts d’Amsterdam mettait en compétition pour la première fois. Cette académie avait été fondée en 1817 par l’Institut des sciences, lettres et arts d’Amsterdam créé en 1808 par Louis Bonaparte, alors roi de Hollande. Le prix fut attribué en 1821 au peintre Cornelis Kruseman, mais Royer obtenait la même année le « grand prix de sculpture » à Bruxelles pour une statue Claudius Civilis (plâtre).
Continuant à travailler à Amsterdam, Louis Royer présenta au jury en 1823 un ensemble (plâtre), représentant un Berger grec fuyant devant un serpent qui cherche à le mordre au talon qui lui valut le « premier prix de Rome » de cette année-là.
Ce prix lui assurait une bourse de voyage et des frais de séjour de mille deux cents florins par an pour vivre et étudier à Rome pendant quatre ans.

### Voyage à Rome
Il quittait Amsterdam le 20 octobre 1823, et, après avoir passé quelques jours à Malines, rejoignait Rome à petites étapes en passant par Paris, Lyon, Genève, Lausanne, Fribourg, Berne, Lucerne, Côme, Milan, Bologne et Florence. Il arrivait à Rome à la fin de février 1824. Une série de lettres d’introduction auprès des milieux artistiques des villes traversées lui avait été, selon l’usage, remise par S. M. la reine de Hollande, ce qui lui ouvrit les portes des collections publiques et privées dans ces diverses villes.
Louis Royer s’installa à Rome dans le « Quartier des artistes », dans le secteur de la via Felice, et rejoignit le groupe des « disciples » de Berthil Thorvaldsen (1768-1844). Celui-ci, aussi célèbre dans toute l’Europe que dans son Danemark natal, le plus puriste des sculpteurs néo-classiques de son temps, désigné par ses admirateurs comme le Phidias de son temps, disposait d’un immense atelier dans lequel il louait à ses « disciples » des postes de travail pour leurs propres besoins, en les faisant bénéficier de sa « logistique » et de ses fournisseurs de marbres ou d’outils, en même temps que de son exemple et de ses conseils. C’est dans cette ambiance active que Royer atteignit la maîtrise de la taille directe et le sens de la perfection d’exécution qui caractérise ses œuvres ultérieures.
D’une très grande habileté, et capable d'exécuter des bustes d’une frappante ressemblance au modèle d’après des croquis rapides qu’il faisait sans poses, il fut rapidement renommé dans le groupe des jeunes artistes étrangers de Rome et « submergé » de commandes, au point de négliger quelque peu les œuvres qu’il s’était engagé à envoyer à l’Académie, ce qui lui valut en 1825 des remontrances écrites et une menace de suppression de sa pension.
Ses œuvres les plus caractéristiques de cette époque sont :
- le buste du pape [[Léon XII]] (marbre), exécuté uniquement sur la base de croquis pris au cours de cérémonies publiques, et dont la ressemblance étonnante frappa tous les contemporains ;
- deux bas-reliefs en marbre de la Sainte Famille, commande de la baronne van Heckeren ;
- une série de sept bas-reliefs (plâtre), sur la vie de célèbres jésuites, commandés par le courtier A.B. Roothan pour la décoration de l’église Saint-François-Xavier d'Amsterdam ;
- une Aphrodite pudique (marbre), commandée par le duc de Montmorency-Laval, ambassadeur de France, et qui est une des plus belles et des plus gracieuses interprétations de ce thème grec du IVe siècle (attribué à Scopas), dans laquelle le classicisme du thème est adouci par la grâce d’une exécution dans le style célèbre de Antonio Canova (1757-1822) ;
- un Ecce Homo (marbre) envoyé à l’Académie en 1826 ;
- Hermès et Dionysos enfant (plâtre), qui fut couronné à l’Exposition de La Haye de 1827.

### Retour à La Haye
Retourné en Hollande en avril 1826, Louis Royer se fixe à La Haye pour être à proximité de la Cour. Il expose régulièrement à Amsterdam, à La Haye, à Malines, Anvers et Bruxelles, et vit de commandes de nombreux bustes en plâtre ou terre cuite, ainsi que de figures religieuses destinées à l'ornement d'églises.
C’est de cette époque que datent, entre autres :
- une statue (brique silico-calcaire) d’Érasme ;
- le célèbre buste de Sainte Cecile (albâtre), acquis par la reine ;
- les bustes (marbre) du Roi Willem Ier et de la reine Wilhelminia ;
- le buste (marbre) d'une jeune Grecque ;
- un buste (marbre) de Rembrandt, acheté par le roi en 1833 ;
- le Déluge (terre cuite), représentant le sauvetage d’une jeune fille par un jeune homme, selon un thème classique de l’époque, dans lequel Royer oppose remarquablement la grâce féminine et la force masculine.

Le 15 juin 1831, Louis Royer épousait Carolina Frederica Kerst, fille d’un officier hollandais de Deventer. Son ami, le peintre Charles van Beveren, fit à cette occasion deux portraits, l’un où Royer est représenté dans son atelier avec quelques-unes de ses œuvres, entre autres l’Ecce Homo; et l’autre où Carolina Frederica Kerst est assise devant un meuble sur lequel est posée la Sainte Cécile.

### Fins de vie et honneurs
Sa réputation et ses relations à la Cour lui valurent, en 1834, d’être nommé « sculpteur du roi », à la mort du précédent titulaire, et pensionné de l’Institut royal.
Le 14 juin 1836, il fut nommé directeur de la sculpture de l’Académie royale des beaux-arts, à la succession du sculpteur P.J. Gabriel (1785-1833). Il s’installa définitivement à Amsterdam le 15 avril 1837, où un atelier et un logement étaient mis à sa disposition, qu’il devait conserver jusqu’à sa mort.
En dehors de son enseignement, qui, de 1852 à 1859, s’étendit à la peinture et au dessin en plus de la sculpture, car il accepta alors d’être provisoirement « directeur et chef de l'enseignement de la sculpture, de la peinture et du dessin » à l’insistance du gouvernement, Louis Royer se consacra essentiellement à des œuvres monumentales et aux bustes et portraits de sa spécialité.
Fait chevalier de l'ordre du Lion en 1839, il resta jusqu’à sa mort, survenue en 1868, le plus célèbre et le plus demandé des sculpteurs néerlandais, nationalité pour laquelle il avait opté en 1830 lors de la séparation de la Belgique. Louis Royer ne laissait pas de descendance.
On lui doit, entre autres, dans cette période de sa vie :
- la statue (acier coulé) de M.A.de Ruyter ;
- la statue (acier coulé) de Rembrandt appelée la Rembrandtplein d’Amsterdam ;
- celle de L. J'.Coster (bronze), inventeur présumé de l’imprimerie à caractères mobiles au XVe siècle, du grand marché de Haarlem, probablement inspirée de dessins du XVIIe siècle en l'absence de tout portrait authentique de l'inventeur ;
- La Concorde (pierres) plus connue en tant que Naatje du Dam, qui ornait le monument détruit le 11 avril 1914 ;
- la statue du peintre malinois du XVIe siècle Michiel Coxcie (pierre), inaugurée en présence du sculpteur le 16 décembre 1860 à l’hôtel de ville de Malines ;
- Adam et Eve (marbre), commandé par la Princesse Marianne pour son château de Reinhartshausen. Ce groupe fut particulièrement admiré ;
- J. van den Vondel (bronze), dominant, le monument dédié au poète sur les plans de l’architecte P.J.H.Cuypers ;
- les bustes (marbre) du roi Willem II et de la reine Anna Paulowna ;
- Le buste-marbre de Guillaume d’Orange.

## Chronologie des œuvres et localisations présumées

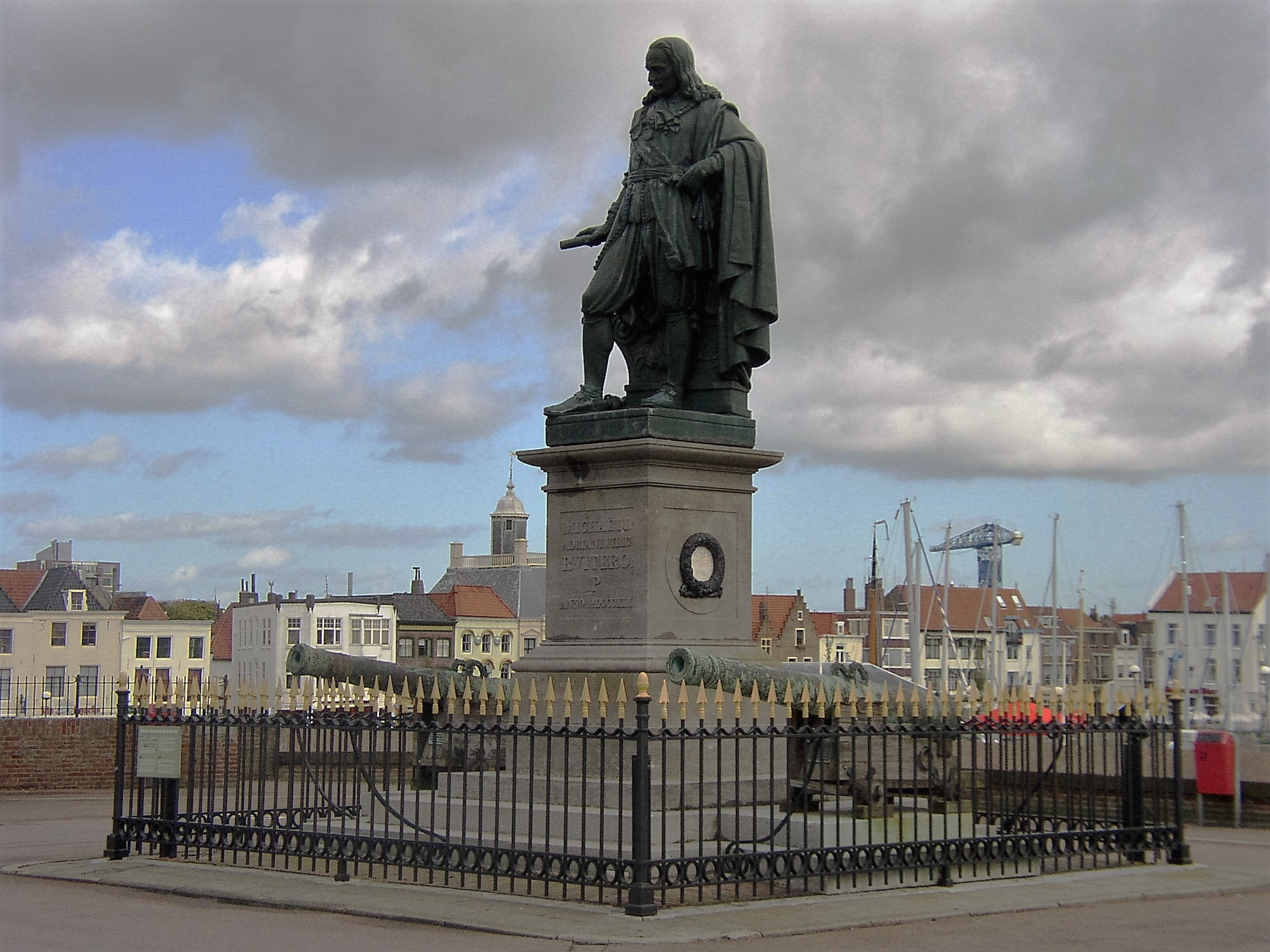
Statue de Michiel de Ruyter à Flessingue

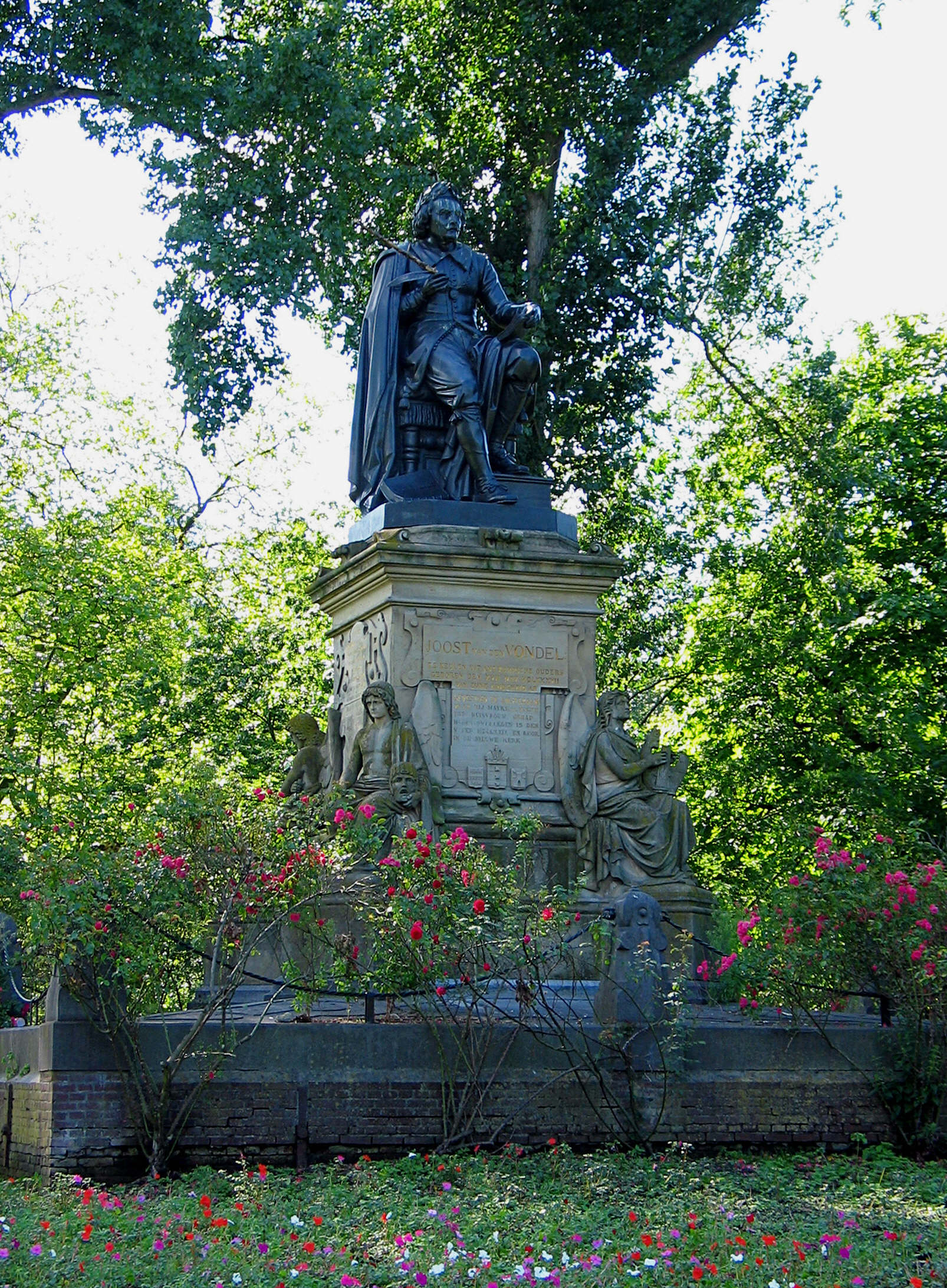
J.van den Vondel (1867), Vondelpark Amsterdam.

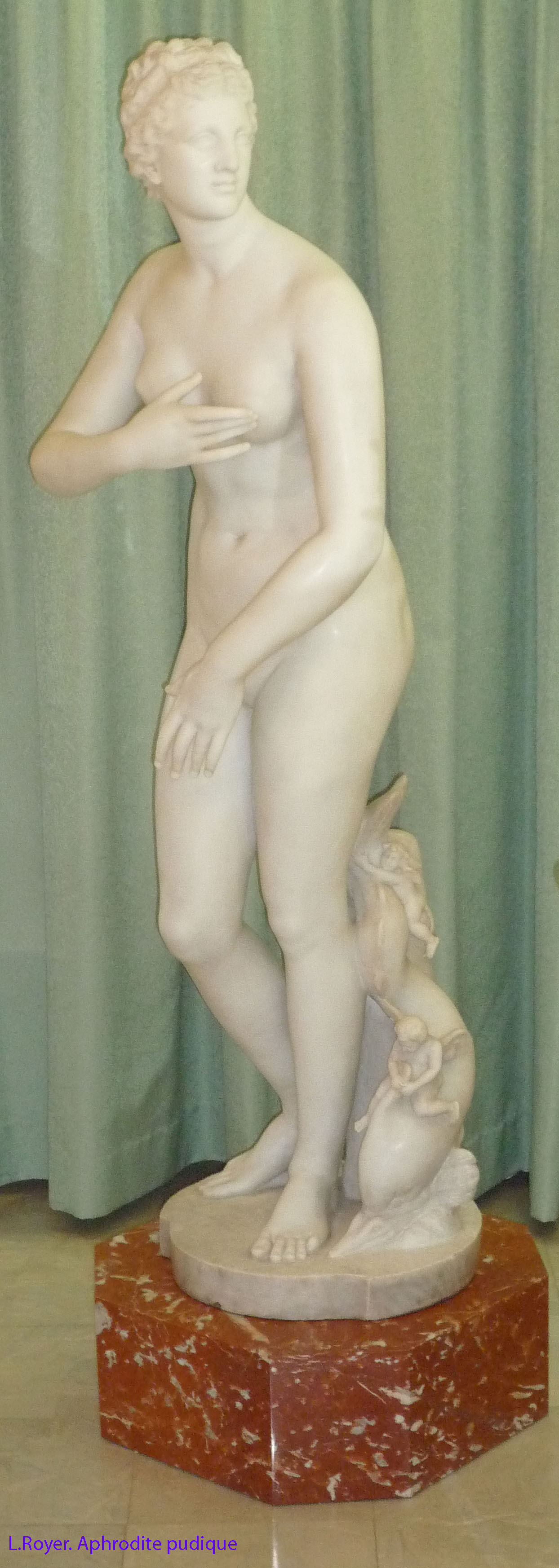
Aphrodite pudique (1823).

- 1816 : Hébé versant le Nectar, musée de Malines
- 1816 : Allégorie  Tout est consommé, collection privée
- 1821 : Claudius Civilis, Académie des beaux-arts, La Haye
- 1823 : Berger fuyant, Académie des beaux-arts, Amsterdam
- 1825 : Aphrodite pudique, collection privée
- 1825–1826 : Vies des Jésuites, église Saint-François-Xavier, Amsterdam
- 1826 : Sainte Famille, musée de Malines
- 1826 : Ecce Homo, Rijksmuseum, Amsterdam
- 1826 : Hermès et Dionysos, musée de Malines
- 1827 : Léon XII, Rijkmuseum Amsterdam
- 1830 : Sainte Cécile, palais Soestdijk
- 1831 : Willem I (Wilhelmina), Palais Royal, Amsterdam
- 1832 : Erasme, Bibliothèque royale, La Haye
- 1833 : Jeune Grecque, Rijksmuseum, Amsterdam
- 1833 : Le Déluge, Rijksmuseum, Amsterdam
- 1834 : Rembrandt, Palais Royal, La Haye
- 1841 : M.A.de Ruyter, Boulevard, Vlissingen
- 1842 : Willem II (Anna Paulovna), archives royales, La Haye
- 1845 : Guillaume d'Orange, palais Het Loo, Apeldoorn
- 1847 : Rembrandt, Rembrandbplein Amsterdam
- 1855 : L.J.Coster, Grote Markt, Haarlem
- après 1855 : Adam et Eve, Château de Reinhartshausen à Erbach dans le Rheingau
- 1856 : La Concorde, détruite en 1914
- 1860 : Michiel Coxie, hôtel de ville de Malines
- 1867 : J.van den Vondel, Vondelpark, Amsterdam[4]

Les portraits (huile sur toile) de L. Royer au milieu de ses œuvres et de son épouse Carolina Frederica Kerst avec le buste de Sainte Cécile, faits en 1830 par Charles van Beveren, sont au Rijksmuseum d'Amsterdam,.

### Sources
- Archives de l’Académie des Beaux-Arts d’Amsterdam
- Documents de la bibliothèque de La Haye
- Enquêtes et visites
- Grand dictionnaire universel du XIXe siècle